# Carl Ivar Sandström
Carl Ivar Gottfrid Sandström, född 14 augusti 1914 i Södertälje, död 4 juli 1997, var en svensk psykolog.
Sandström, som var son till tobaksfabrikör Gottfrid Sandström och Elin Ekelund, blev filosofie licentiat 1948 och filosofie doktor vid Stockholms högskola 1951. Han var assistent vid psykologiska institutionen vid Stockholms högskola 1945–1948, biträdande lärare där 1949–1954, extra lektor vid folkskoleseminariet för manliga elever i Stockholm 1955, blev docent i pedagogik och pedagogisk psykologi vid Uppsala universitet 1956, var tillförordnad professor där vårterminen 1956, höstterminen 1958, 1959–1960, vårterminen 1968, höstterminen 1969, höstterminen 1973, vårterminen 1976, vårterminen 1977 och lektor vid Högskolan för lärarutbildning i Stockholm 1968–1981. Han var svensk redaktör för Nordisk psykologi 1952–1959, Acta Psychologica 1955–1969, huvudredaktör för Scandinavian Journal of Psychology 1960–1969 och skrev recensioner i Expressen 1948–1954.